# كلو هنتر
كلو هنتر (بالإنجليزية: Chloe Hunter)‏ هي عارضة وممثلة أمريكية، ولدت في 26 أغسطس 1976 في ثاوزند أوكس في الولايات المتحدة.

## وصلات خارجية
- كلو هنتر على موقع IMDb (الإنجليزية)
- كلو هنتر على موقع قاعدة بيانات الفيلم (الإنجليزية)